# Place du Marché d'Helsinki
Pour les articles homonymes, voir Place du Marché.
Kauppatori (Salutorget en suédois) est la place du marché de la capitale finlandaise Helsinki et avec la place du Sénat voisine une des deux places les plus connues de la ville.

## Histoire et architecture
Sa particularité est d'être ouverte sur le Golfe de Finlande, plus précisément le port Sud. Elle est située également en prolongement d'une des grandes avenues arborée de la cité, l'Esplanade.
Avant les années 1800, la future place consistait en un quai d'amarrage pour les pêcheurs. C'est Johan Albrecht Ehrenström qui choisit en 1812 de doter la nouvelle capitale du Grand-duché de Finlande de deux places monumentales voisines. La place du Sénat et la place du marché sont nées, et les années 1830 voient l'édification par Carl Ludwig Engel de plusieurs bâtiments néoclassiques. Au centre de la place, la pierre de la tsarine a été édifiée en 1835 en l'honneur de l'épouse de Nicolas Ier de Russie, Charlotte de Prusse.
Aujourd'hui, le caractère néoclassique domine toujours même si quelques bâtiments ont été ajoutés plus tardivement. Les principaux édifices entourant la place sont la vieille Halle (1889) dont le marché couvert s'ajoute au marché en extérieur qui se tient quotidiennement sur la place, l'hôtel de ville, l'ambassade de Suède, la cour suprême, le palais présidentiel et le bâtiment de la garde ainsi que l'ancien siège d'UPM. 
À l'est de la place, de l'autre côté d'un petit canal, la Cathédrale Uspenski et le siège de Stora Enso (construit par Alvar Aalto en 1962) dominent la place.

## Tourisme et loisirs
Kauppatori est une destination touristique majeure de la cité. Elle borde aujourd'hui les quais où en été les compagnies de navigation proposent aux touristes des promenades dans l'archipel. Les liaisons régulières vers Suomenlinna partent également de la place, et en raison de la proximité du port Sud elle constitue souvent la première vue d'Helsinki pour les voyageurs arrivant par un des ferrys venu de Stockholm ou de Tallinn.
La place, et plus précisément la statue Havis Amanda située à sa bordure occidentale, est au cœur des festivités du premier mai, et accueille occasionnellement de grands rassemblement, avec par exemple 90 000 personnes lors de la victoire de Lordi à l'Eurovision 2006.

## Galerie

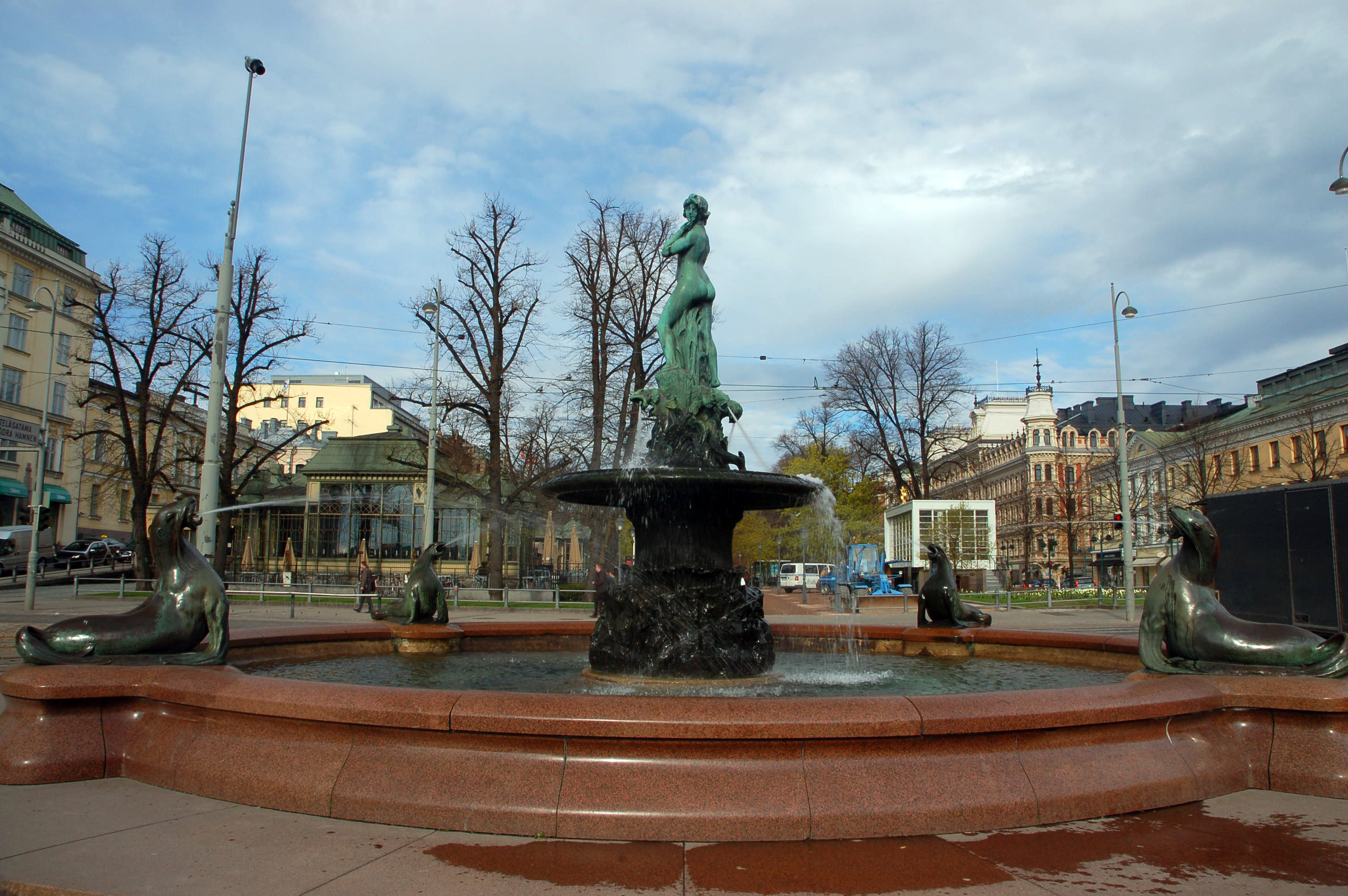
Havis Amanda.
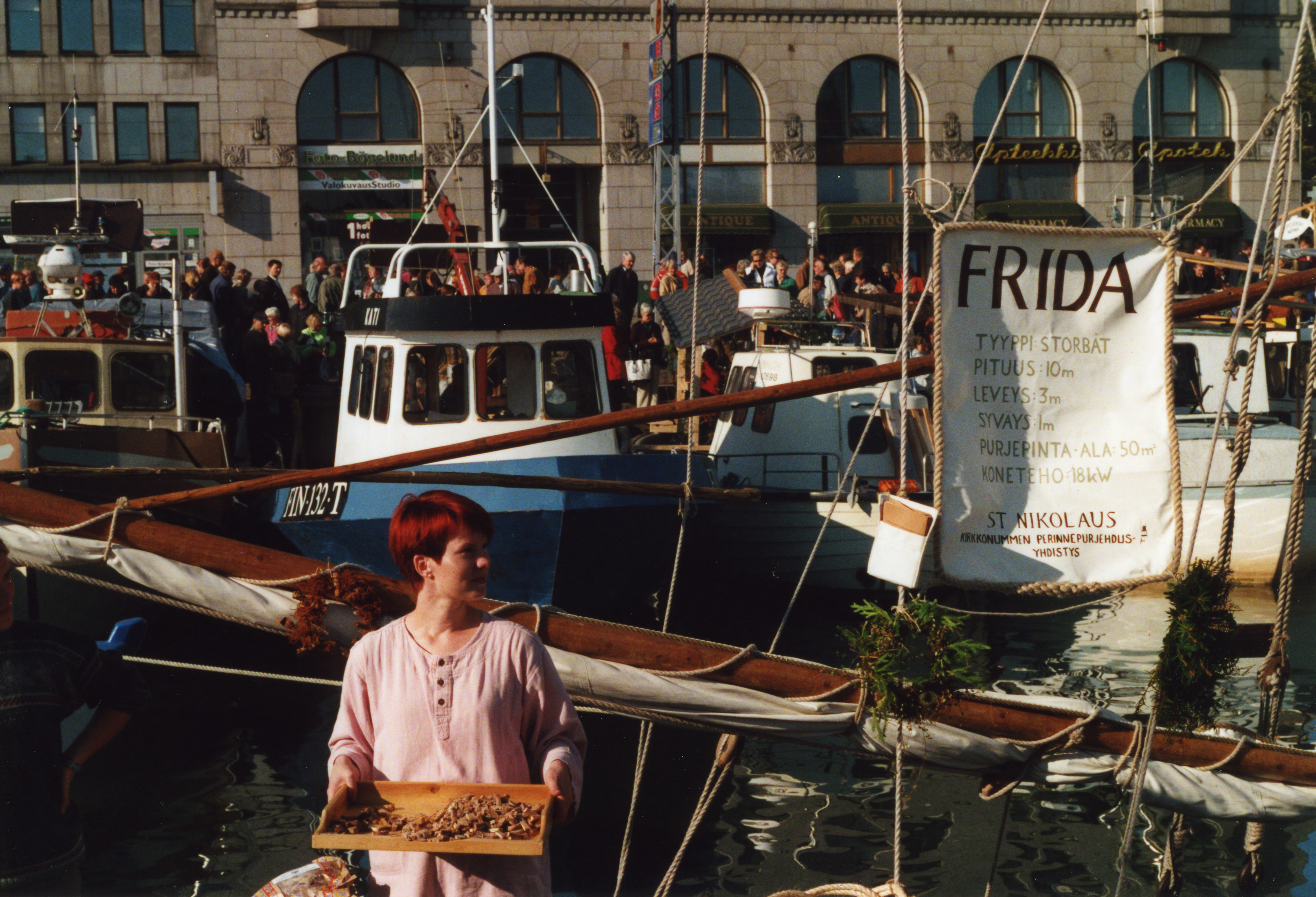
Le marché.
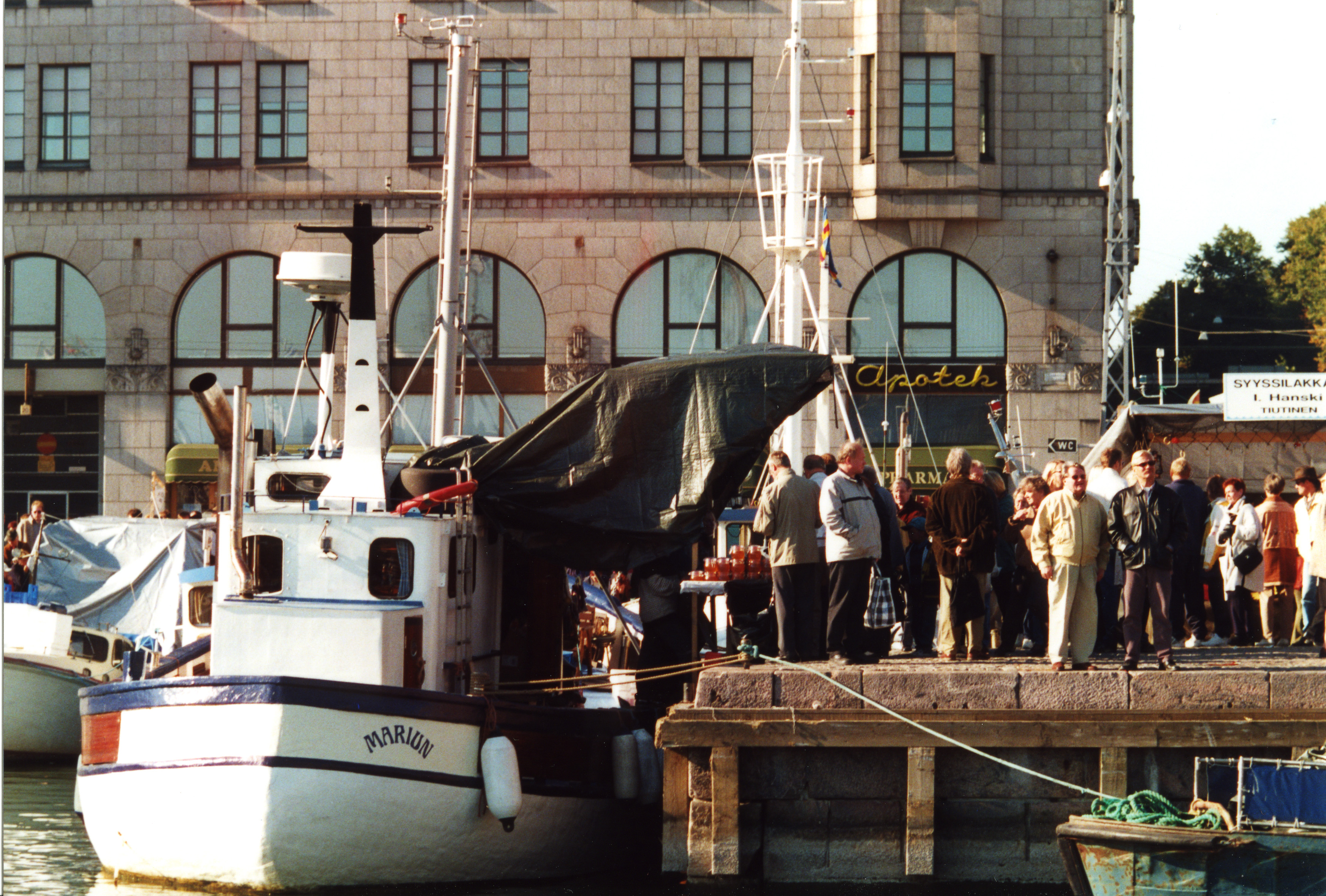
Le marché.
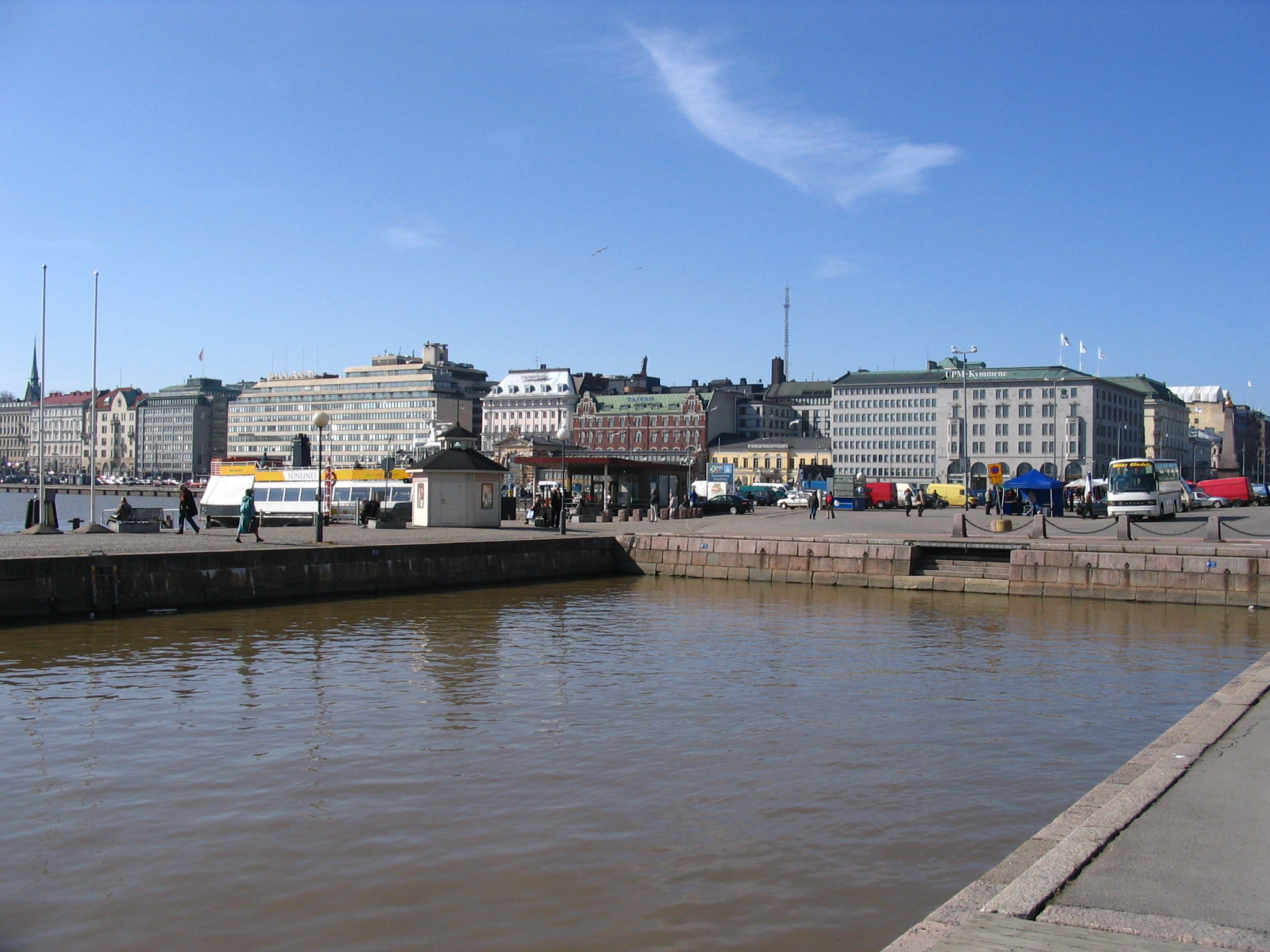
la place du Marché.
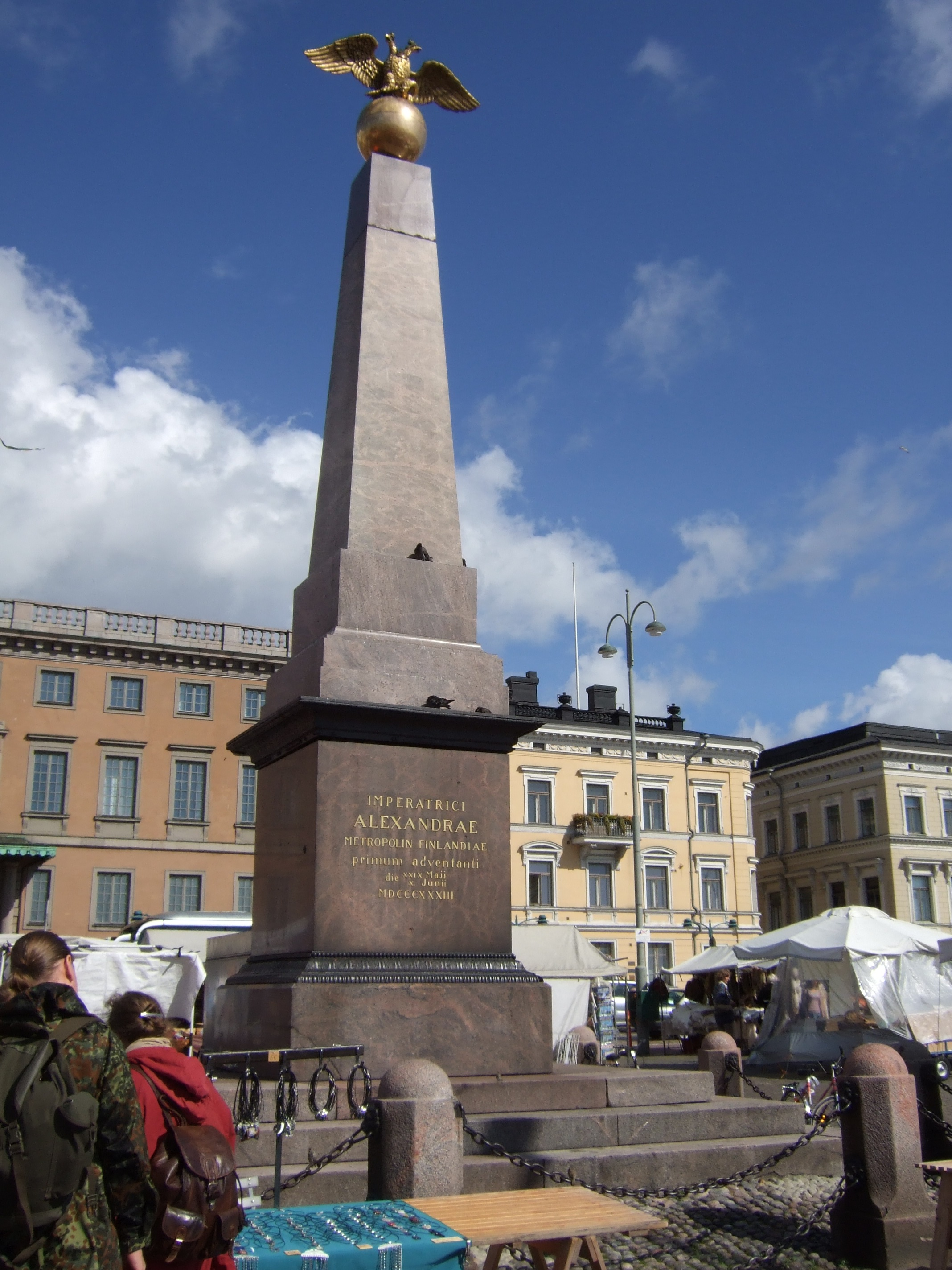
Keisarinnankivi